# Taurida (1784–1796)
Tỉnh Taurida (tiếng Nga: Таврическая область, Tavricheskaya oblast′) là một tỉnh (oblast) của Đế quốc Nga. Tỉnh gần tương ứng với hầu hết bán đảo Krym và một phần của các khu vực miền Nam Ukraina. Tỉnh được thành lập từ lãnh thổ của Hãn quốc Krym mà Nga sáp nhập vào năm 1783.  Năm 1796, khu vực được sáp nhập vào tỉnh Novorossiya. Cái tên Taurida bắt nguồn từ tên tiếng Hy Lạp cổ của khu vực là Tauris, vì vào thời cổ đại một số thành bang Hy Lạp phát triển các tiền đồn thuộc địa trong khu vực.
Tỉnh được thành lập theo ukase hoàng gia vào tháng 2 năm 1784 do Yekaterina Đại đế ký. Trụ sở hành chính của khu vực được tuyên bố là thành phố Simferopol. Trước năm 1784, Qarasuvbazar đóng vai trò là trung tâm hành chính tạm thời.

## Hành chính
Khu vực này được chia thành bảy huyện (uyezd).
- Huyện Dnieper – trung tâm ở Aleshki (Oleshky)
- Huyện Levkopol – trung tâm ở Levkopol (Feodosiya)
- Huyện Melitopol – trung tâm ở Melitopol (từ năm 1791 ở Đại Tokmak)
- Huyện Perekop – trung tâm ở Perekop
- Huyện Phanagoria (Tmutarakan) – trung tâm ở Phanagoria
- Huyện Simferopol – trung tâm ở Simferopol
- Huyện Yevpatoria - tập trung ở Yevpatoriya.

Năm 1787, huyện Levkopol và Levkopol được đổi tên thành huyện Feodosiya và Feodosiya một cách trân trọng. Năm 1791, một trụ sở hành chính của huyện Melitopol đã được chuyển đến Đại Tokmak.
Vào ngày 12 tháng 12 năm 1796, tỉnh này bị bãi bỏ, lãnh thổ của nó được chia lại thành hai huyện (Aqmescit (Simferopol cũ) và Perekop) và được chuyển cho tỉnh Novorossiya. Tên thành phố Simferopol được đổi thành Aqmescit.